# Mars Orbiter Mission
Mars Orbiter Mission hay thông dụng là Mangalyaan là một chương trình khám phá Sao Hỏa của Ấn Độ.
Tàu vũ trụ này thực hiện nhiệm vụ khám phá Sao Hỏa này khởi hành lúc 2h38 (giờ Ấn Độ) từ trung tâm vũ trụ Satish Dhawan, Sriharikota, vùng bờ biển phía tây của Ấn Độ. Tàu vũ trụ được đẩy đi bằng một tên lửa nặng 350 tấn.
Tàu vũ trụ sẽ thực hiện nhiệm vụ bay đến quỹ đạo Sao Hỏa vào năm 2014 trong hành trình kéo dài 300 ngày. Tàu thăm dò không người lái này có màu vàng, nặng 1,35 tấn.